# José Cardozo
José Saturnino Cardozo Otazú (Nueva Italia, 1971. május 19. –) paraguayi labdarúgócsatár, 2018 nyarától a mexikói Guadalajara vezetőedzője.
A paraguayi válogatott színeiben részt vett az 1998-as és a 2002-es labdarúgó-világbajnokságon, illetve a 2004. évi nyári olimpiai játékokon, ahol ezüstérmet nyertek. Klubszinten legtöbbet a mexikói Tolucában játszott, amellyel négy bajnoki címet szerzett.